# アーサー・ゴア (第3代アラン伯爵)
第3代アラン伯爵アーサー・サンダース・ゴア（英語: Arthur Saunders Gore, 3rd Earl of Arran、1761年7月20日 – 1837年1月20日）は、アイルランド王国出身の貴族、政治家。トーリー党所属。

## 生涯
第2代アラン伯爵アーサー・サンダース・ゴアと1人目の妻キャサリン・アンズリー（Catherine Annesley、1770年11月23日没、初代グレローリー子爵ウィリアム・アンズリーの娘）の息子として、1761年7月20日に生まれた。
1787年12月29日、メアリー・タイレル（Mary Tyrrell、1767年頃 – 1832年8月31日、第5代準男爵サー・ジョン・タイレルの娘）と結婚した。
1783年にドニゴール・バラ選挙区とボルティモア選挙区で当選して、後者の代表として1790年までアイルランド庶民院議員を務めた。1800年12月16日にドニゴール・カウンティ選挙区で無投票当選したが、直後に1800年合同法の発効によりアイルランド議会が解散された。連合王国議会ではドニゴール選挙区の代表として引き続き庶民院議員を務め、議会で小ピット派として行動した。また、1805年5月にはカトリック解放法案に反対票を投じた。1806年イギリス総選挙に出馬せず、議員を退任した。
1809年10月18日に父が死去すると、アラン伯爵位を継承したが、アイルランド貴族代表議員選挙への投票が許可されたのは1821年3月30日のことだった。
1837年1月20日にボグノア近くの自領であるアラン・ロッジ（Arran Lodge）で死去、27日にその近くのフェルパムで埋葬された。弟ウィリアム・ジョン（1836年1月15日没）の息子フィリップ・ヨーク・ゴアが爵位を継承した。